# Recorded Music NZ
Recorded Music NZ, anteriormente llamado Recording Industry Association of New Zealand (RIANZ) es una asociación profesional sin fines de lucro de los productores discográficos, distribuidores y artistas que venden música en Nueva Zelanda. La composición de la RIANZ está abierta a cualquier casa discográfica que opera Nueva Zelanda, y está dominada por discográficas estadounidenses y del Reino Unido, la cual, posee las cuatro discográficas más grandes que son: (EMI, Sony Music, Universal Music y Warner Music), que tienen cuatro más grandes de los cinco miembros en total de la RIANZ.

## La piratería
La RIANZ fue fundamental en el intento de introducir una versión posible de la Sección 92 del Artículo del Copyright Act. La enmienda habría requerido que los ISPs en Nueva Zelanda, para desconectar a los usuarios acusado pero no condenado por la descarga de material con derechos de autor, la primera ley de este tipo en el mundo. La enmienda y, en consecuencia de las acciones de la RIANZ han sido muy criticados. ISP describió la ley como "una ley defectuosa profundamente que socava los derechos fundamentales y simplemente no funcionará", mientras que miles de artistas se han unido a la Campaña para la Equidad de Derecho de Autor que expresaban su "decepción" por la postura de la RIANZ. Sin embargo, la versión fue lanzada en última instancia, y el nuevo artículo 92, posteriormente ha sido propuesto.

## Premios
Los New Zealand Music Awards se conceden anualmente por la RIANZ por sus destacados logros artísticos y técnicos en el campo de la grabación. Los premios son uno de los mayores premios que un grupo o artista puede recibir en la música en Nueva Zelanda. Los premios se han presentado cada año desde 1965 y una historia exacta del evento se puede encontrar aquí.

## Certificaciones
Un sencillo o el álbum, reúne los requisitos para una certificación de platino si es superior a las 15.000 copias enviadas a los minoristas y una certificación de oro por 7.500 copias enviadas.
En los DVD de música (antes de vídeos), una acreditación de oro representaba en su origen a las 2.500 copias enviadas, con una acreditación de platino que representa a 5.000 unidades vendidas.
| Álbumes y sencillos | Álbumes y sencillos | DVD musicales | DVD musicales |
| ------------------- | ------------------- | ------------- | ------------- |
| Oro                 | Platino             | Oro           | Platino       |
| 7,500               | 15,000              | 2,500         | 5,000         |

## Otras actividades
RIANZ de Nueva Zelanda es la norma internacional Código de grabación (ISRC) organismo nacional, y asigna el país en el primer lugar a los miembros del propietario Códigos para la codificación de todos y audiovisuales grabaciones de audio, como un método de identificación.
RIANZ es un miembro de la Federación Internacional de la Industria Fonográfica (IFPI) y está afiliado con otros grupos de la industria nacional que registra como el Australian Record Industry Association Ltd (ARIA) (enlace roto disponible en Internet Archive; véase el historial, la primera versión y la última). y la British Phonographic Industry Ltd (BPI) (enlace roto disponible en Internet Archive; véase el historial, la primera versión y la última)..
RIANZ trabaja en estrecha colaboración con NZ Federation Against Copyright Theft (NZFA©T) que representa a los productores de películas. NZFACT está afiliada a la Motion Picture Association (MPA).